# Pyton (serietidning)
Denna artikel handlar om serietidningen Pyton. För information om dagspresserien Pyton, se Pyton (tecknad serie).
Pyton är en numera nedlagd svensk serietidning med grovkornig humor efter norsk förlaga. Den utgavs åren 1990-1998.
Martin Kellerman, skapare av Rocky, var under en period chefredaktör på tidningen. Den refereras som "Kissbomben" i tidiga Rockystrippar. Tidningen har även varit en sluss för numera stora tecknare som Joakim Lindengren, skapare av Kapten Stofil, Kristian B. Walters, skapare av Pervo-Kris, och Frode Øverli, skaparen av Pondus. Mega-Pyton var en spin-off på Pyton, som gavs ut åren 1992–1999 av Atlantic Förlag.